# نظم معلومات

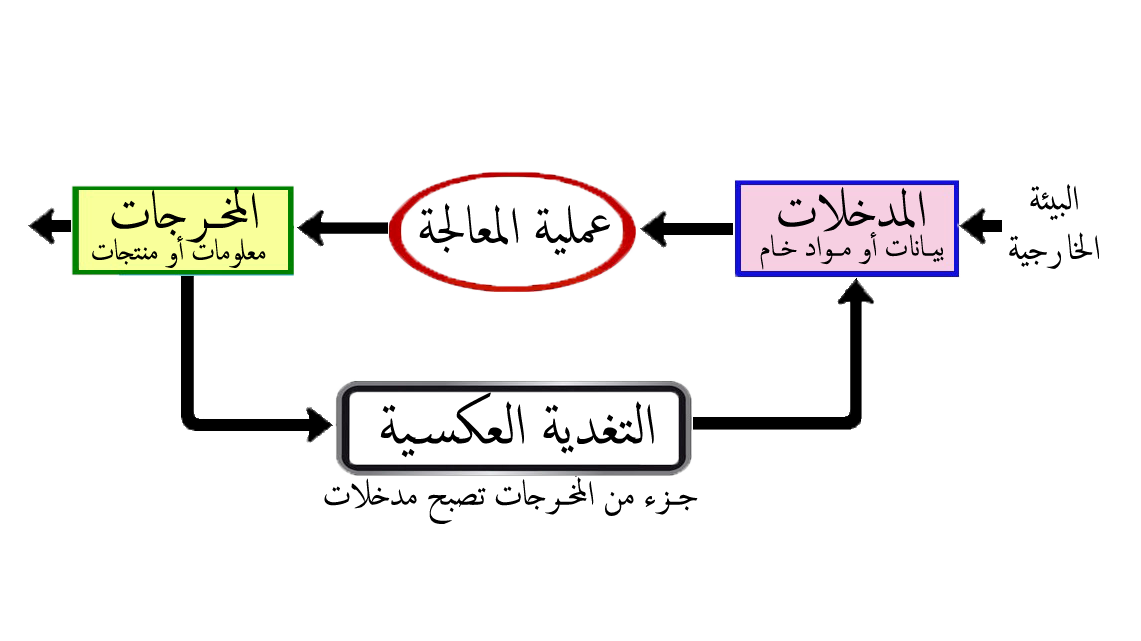
مكونات النظام ومراحله.

نظام المعلومات نظام يتكون من أشخاص، وسجلات البيانات، وعمليات يدوية وغير يدوية، ويقوم هذا النظام بمعالجة البيانات والمعلومات في أي منظومة. أو هو مجموعة من العناصر المتداخلة التي تعمل مع بعضها البعض لجمع ومعالجة وتخزين وتوزيع المعلومات المتوفرة عن موضوع ما بشكل منهجي لدعم اتخاذ القرار ولدعم التنظيم والتحكم والتحليل في المنظمة وبناء تصور حالي ومستقبلي واضح عن موضوع البحث.
وعادة ما يستخدم هذا المصطلح خطأ باعتباره مرادفا لنظم المعلومات المحوسبة، والتي هي ليست سوى تقنية معلوماتية وعنصرًا من عناصر نظام المعلومات. وتعتبر نظم المعلومات المحوسبة جزء من دراسة تقنية المعلومات. وبالرغم من هذا فإنه يجب التمييز بينهم وبين نظم المعلومات التي تشملهم. ونظم المعلومات هي البرامج التي تستخدم في أرشفة وإدارة وتنظيم البيانات والحصول على المخرجات من خلال اجراءات معينه يتم إنشاءها وفق اليه سير العمل في أي مؤسسة اما تكنولوجيا المعلومات: فهي الابتكارات والأدوات والتقنيات المبتكره في مجال تكنولوجيا المعلومات ونظم المعلومات تستخدم تقنيات التكنولوجيا حيث ان تكنولوجيا المعلومات هي السباقه دوما ومن ثم تأتي نظم المعلومات تستخدم التقنيات الجديدة التي تم ابتكارها في عالم تكنولوجيا المعلومات.
توجد العديد من نظم المعلومات المختلفة منها على سبيل المثال:
- نظم إدارة قواعد البيانات.
- نظم المعلومات الإدارية.
- نظم دعم اتخاذ القرار.
- نظم السؤال إجابة (نظم الحقائقية).
- نظم المعلومات الجغرافية.
- نظم استرجاع المعلومات أو نظام المعلومات الببليوغرافي.
- نظم البحث والمقاربة.

## تاريخ نظم المعلومات
نشأ علم نظم المعلومات كأحد أفرع علم الحاسوب، كمحاولة لفهم ولفلسفة إدارة التقنية داخل المنظمات. ثم تبلور ليصبح مجال رئيسي في الإدارة، حيث تزايدت التأكيدات بأنه مجال هام للبحوث في الدراسات الإدارية، وهو يدرس في جميع الجامعات الكبرى والمدارس التجارية في العالم.
و لقد باتت المعلومات وتقنية المعلومات في يومنا هذا أحد الموارد الخمسة المتاحة للمدراء لتشكيل المؤسسة إلى جانب الموارد البشرية والموارد المالية والمواد الخام والآلات. وهنالك كثير من الشركات التي استحدثت منصب رئيس قسم المعلومات (CIO) والذي يوازي عدة مناصب أخرى مثل الرئيس التنفيذي (CEO) ورئيس قسم المالية (CFO) ورئيس قسم العمليات (COO) ورئيس قسم التقنية (CTO).

## دراسة نظم المعلومات
وصّف Ciborra دراسة نظم المعلومات بأنها هي الدراسة التي تتعامل مع تطبيقات تقنية المعلومات في المنظمات والمؤسسات والمجتمع بصفة عامة.
و هنالك العديد من الجامعات والكليات التي تمنح درجة البكالريوس والدرجات العليا في نظم المعلومات والمجالات المتصلة بها.

## أساسيات تخطيط نظم المعلومات
لضمان نجاح تخطيط نظم المعلومات، يجب الاهتمام بمجموعة من المبادئ الإدارية الخاصة بتخطيط نظم المعلومات لضمان نجاح هذه الخطط في تحقيق مرادها، ومنها:
- دعم إستراتيجية المؤسسة ببنية تقنية، ومعايير، وسياسات مناسبة

يجب مراعاة الاهتمام بخلق التوازن بين الاحتياجات العامة للنظم جميعها وبين ما تحتاجه نظم هذه الدائرة، من أجل تقليل الفجوات الفنية بين هذه النظم، لأنها تؤدي إلى عدم توافق النظم مع بعضها بعضًا، لذا فتقوم أحيانًا بالمهمات نفسها تقريبًا.
و لضمان هذا التوافق فإنه يجب أن يكون هناك مرجعية فنية مركزية مسبقًا، تأخذ على عاتقها اتخاذ القرارات المتعلقة بالمعايير الفنية، للنظم كلها في المؤسسة، وأن تكون ملمّة بكل ما يخص النظم المعلوماتية المتوافرة.
- تقييم التكنولوجيا في المؤسسة كعنصر أساسي في نظام المعلومات الكلي

عندما يتم تقييم معدات النظام وبرمجياته، فإنه يجب أن يتم تقييمها أيضًا كأحد العناصر في النظام الكلي، فلو تم تحديث الأجهزة المستخدمة لنظام بزيادة سعة ذاكرتها، فإن ذلك قد لا يعود بالفائدة المرجوّة إذا بقي النظام، مستخدِمًا البرمجيات القديمة، نفسها التي لا يمكن الوصول إلى الذاكرة التي تمت زيادتها إلى الأجهزة.
- الأخذ بعين الاعتبار تكاليف دورة حياة النظام وليس فقط تكاليف اقتناء المعدات والبرمجيات

لا تقتصر تكاليف نظم المعلومات على تكاليف اقتناء المعدات والبرمجيات، بل تشمل أيضًا تكاليف تركيب الأجهزة وربطها بالشبكة، وتكاليف تدريب المستخدمين ودعمهم، وغيرها.
- تصميم نظام معلومات قابل للإدامة

تصمم معظم نظم المعلومات كي تكون صالحة للاستخدام عدة سنوات، لذا يجب أن تكون قابلة للإدامة حتى في حالة عدم وجود الأشخاص الذين قاموا ببنائها، وهذا يتطلب أن يكون النظام محكم البناء، إضافة إلى ضرورة الاعتناء بتوثيقه الذي يشمل جميع التعديلات التي أجريت عليه. علمًا بأنه من الأفضل تقسيم الأنظمة إلى وحدات Modules؛ لتسهيل عمليات الصيانة والتطوير والمتابعة.
- إدراك أهمية العنصر البشري الذي يعد أهم عناصر نظم المعلومات

قد تفشل نظم المعلومات حتى لو تم إعدادها بصورة جيدة، إذا أُهمل العنصر البشري، أو لم يقم بالدور المناط به بالكفاءة المطلوبة، فالنظام لا ينجح دون وجود أشخاص مؤهلين يدركون آليته وأهميته.
- دعم الجانب الفني وإدارته

يشكل إهمال الجوانب الفنية للنظام، مثل عدم متابعة قواعد البيانات، وعدم حل المشكلات التي تطرأ عليها جراء الحمل الزائد Overload، أو جرّاء أخطاء المستخدمين، خطرًا على أداء النظام، حيث يجب أن تخطط الإدارة للنظام وتدعمه فنيًا بوجود جهة فنية مختصة لضمان نجاح النظام، ويعد هذا العامل في النظام «العامل الفني» من عوامل النجاح الحرجة لنظام المعلومات.

## تخطيط إستراتيجي لنظم المعلومات
وهو وسيلة تحدد بها النظم التي تدعم إستراتيجية المؤسسة، ويزود بها النظام بإطار للتطبيق الفعال. انطلاقا من دراسة تشخيصية ووصفية للوضعية الحالية.

### متطلباته
1. فهم طبيعة عمل المؤسسة وأهدافها وغاياتها المستقبلية.
2. الإلمام بالتكنولوجيا من حيث الإمكانات المتوافرة.
3. معرفة أدوار الأشخاص في المؤسسة وأهدافهم، وطرق أدائهم لأعمالهم.
4. معرفة البيئة المحيطة وأثرها في المؤسسة
5. معرفة الاحتياجات المعلوماتية للمؤسسة: وهذا المتطلب من أهم عوامل نجاح خطط النظم الحرجة، لذلك يجب أن يكون هناك تصور واضح لكل من المدى الطويل والقصير لهذه الاحتياجات.

### مراحل إعداد التخطيط الإستراتيجي لنظم المعلومات
1. دراسة بيئة العمل[6]، لمعرفة احتياجاتهم من المعلومات والعمليات.
2. دراسة تكنولوجيا المعلومات الموجودة في المؤسسة، ومقارنتها بالتكنولوجيا المتوافرة، لتحديد ما يتناسب مع احتياجات المؤسسة، ووضع تصور لأنظمة معلومات جاهزة.
3. وضع خطة مجدولة للتطبيق ونقل البيانات.

ويبقى هناك أهمية لعمل مراجعة دورية، ما يعني تغييرًا في ظروف بيئة عمل المؤسسة.

## الخطة الرئيسة لنظام المعلومات
تبدأ هذه المرحلة بعد انتهاء مرحلة دراسة جدوى النظام المعلوماتي في المؤسسة أو الجزء المستهدف، وبعد التأكد من جدوى وأهمية بناء أو تطوير النظام للمؤسسة، وهي من أجل إعداد خطة إرشادية لنظام المعلومات تتضمن مراحل حياة النظام بالتفصيل.

### الأهداف
تمثل المبررات الأساسية التي انشئ النظام من اجل تحقيقها حيث يسارع مخطّط النظام إلى وضع صورة متكامله للخطه الرئيسة، ويتم ذلك بعد تحديد الأهداف مباشرة.
وتعد الأهداف مصدر التحكم بالنظام ويجب على الموظفين أن يقوموا بالرجوع إلى الأهداف الموضوعة وذلك لمعرفة أن ذلك يتماشى مع أهداف المؤسسة وللتأكد من عدم حدوث خطأ في العمل (إذا كان لا يتماشى مع اهداف المؤسسة)لأن حدوث خطأ وان كان بسيطا قد يؤدي إلى تفاقم في المشكلة بالتالي حدوث خلل بالنظام.
كما تقوم الأهداف الموضوعة بمساعدة الموظفين بالمؤسسة وتخفيف الأعباء عنهم وذلك من خلال التزامهم بالخطط الموضوعة.

### التنظيم
يجب أن تتضمن الخطة إطارًا للتعديلات والتغييرات التي ستتم على الهيكل التنظيمي، نتيجة تنفيذ نظام المعلومات المراد تأسيسيه والذي يخفف من الأعباء الإدارية على الموظفين في المؤسسة.وأول من شارك في ادراج نضم المعلومات في الجامعات وعمل ابحاث قيمه في ذلك لا نتجاهلها وهو د.اهيب الجراح}}

### الموارد والإمكانات
يفترض تتضمُّن الخطة على الموارد والإمكانات المتاحة مثل: المعدات، الأفراد المؤهلين، البرمجيات، وميزانية التشغيل، لكي يتم تحديد المطلوب من هذه الموراد والإمكانات.
- يعتقد أحيانًا فريق إدارة نظام المعلومات أن الموارد «الحالية»، تمثل قيودًا على تنفيذ النظام، إلا أن هذا التفكير خاطئ لأن الموارد القديمة ستخفف من كلفة النظام الجديد، وبالتالي سوف يتم رفض النظام من الناحية الاقتصادية، فيبقى أن استخدام الموارد السابقة في نظام المعلومات الجديد سيخفف من أعباء وتكاليف النظام.

### مقاييس الرقابة
يتم تحديد المقاييس التي سيتم من خلالها مقارنة الأداء الفعلي مع الخطة الموضوعة مسبقًا من قِبَل فريق إدراة نظم المعلومات، وبعض هذه الأدوات:
- الموازنة: تتضمن هذه الأداة تجميعًا لبنود التكاليف والمصروفات الخاصة بالأنشظة المختلفة، مثل تحليل نظم المعلومات وتصميمها، وإعداد البرامج لها.
- الجدول الرئيس لزمن الأنشطة: يهدف هذا المقياس إلى تحديد زمن للأحداث والأنشطة المهمة في مشروع نظام المعلومات، مما يساعد على معرفة إذا ما تم القيام بكل ما يجب القيام به في ذلك الوقت المحدد.

## تطبيقات نظم المعلومات
نظم المعلومات تهتم بتطوير واستخدام وإدارة البنية الأساسية لتقنية المعلومات في المنظمة.
في عصر المعلومات الذي تلى العصر الصناعي تحولت الشركات من الاعتماد على المنتجات إلى الاعتماد على المعرفة، بمعنى ان العاملين في السوق اليوم يتنافسون على العملية والابتكار عوضا عن المنتج; فقد تحول التركيز عن كيفية المنتج وكميته إلى التركيز على عملية الإنتاج نفسها والخدمات المصاحبة لها.
و يعتبر الأفراد بالإضافة إلى الخبرة والدراية والابتكارات (براءات الاختراع، وحقوق الطبع والاسرار التجارية) من أكبر ممتلكات أي شركة اليوم، ولكي يكون مشغل السوق قادر على المنافسة يجب أن يمتلك بنية أساسية قوية للمعلومات تكمن في قلب البنية التحتية لتقنية المعلومات. وعلى ما سبق، فإن دراسة نظم المعلومات تركز على التقنية لماذا وكيف يمكن ان توظف بطريقة مثلى لخدمة تدفق المعلومات داخل المنظمة. أضافة إلى كيفية بناء النظم

## مجالات العمل
لنظم المعلومات مجالات عمل مختلفة وهي:
- التخطيط الإستراتيجي لنظم المعلومات.
- نظم المعلومات الإدارية.
- تطوير نظم المعلومات عامة:

و كل تخصص ينقسم إلى عدة تخصصات تتداخل مع غيرها من التخصصات والعلوم مثل العلوم الإدارية وعلوم الحاسوب والبرمجة والهندسة والعلوم البحتة والعلوم السلوكية والاجتماعية وإدارة الأعمال.

## التوازن الاستراتيجي بين نظم الأعمال وتكنولوجيا المعلومات
ترتبط عمليتي التخطيط للمؤسسة وتخطيط نظم المعلومات في علاقتين، وهما: العلاقة الأساسية: السهم الأسود (التغيير)، وعلاقة السهم الأحمر (القيود).

### علاقة السهم الأسود
تعد هذه العلاقة، العلاقة الأساسية التي تربط بين التخطيط للمؤسسة ككل، والتخطيط لنظم المعلومات التي سيتم إضافتها أو تطويرها في المؤسسة. وتمثل هذه العلاقة، علاقة بين احتياجات وفرص واستراتيجيات المؤسسة (كوحدة اقتصادية كاملة)، واحتياجات وفرص واستراتيجيات نظم المعلومات التقنية في المؤسسة، وتنظيم العمل في المؤسسة والذي يتمثل في الهيكل التنظيمي الخاص بها، وأخيرًا البنية التحتية لتقنية المعلومات المتوافرة في المؤسسة.
وتعبر عن أن كل من احتياجات واستراتيجيات المؤسسة ونظم المعلومات بالإضافة إلى تنظيم العمل في المؤسسة، كل ذلك يؤثر في البنية التحتية للتقنية المتوافرة في المؤسسة، وتطور وتحديث هذه التقنية، ويتطلب من المؤسسة أن تقوم بتطوير البنية التحتية للمؤسسة، حتى تتناسب مع أهداف وطموحات المؤسسة التي تم تغييرها.

### علاقة السهم الأحمر
وتمثل هذه العلاقة المقاومة والقيود على علاقة السهم الأسود، حيث تعبر هذه العلاقة عن تقليل الإدارة للطموحات والأهداف التي تم تحديدها في خطة المؤسسة وخطة النظم، وتوقف التغيير في الهيكل التنظيمي، بما يضمن التناسب مع البنية التحيتة لتقنية المعلومات في المؤسسة.

### سبب القيود على التغيير
تنتج علاقة السهم الأحمر (القيود على التغيير) بسبب القصور في البنية التحتية، من حيث حاجتها للوقت والجهد والتكلفة من أجل التغيير، لذا ومن أجل جعل الخطة منطقية، وممكنة الإنجاز، يتم صياغة الخطط الإستراتيجية للمؤسسة والنظم، بشكل يضمن سيرها بتوازن مع القصور الحاصل في تغيير البنية التحتية بسهولة.

## تطوير نظم المعلومات
يتحكم قسم نظم المعلومات جزئيا بتقنية المعلومات; والتي يتم تطويرها واستخدامها وتطبيقاتها وتأثيراتها على الأعمال التجارية أو الشركات.
و قد قسّم Langefors نظم المعلومات المحوسبة كالتالي:
- تطبيق تقني للتسجيل وللتخزين ونشر التعبيرات اللغوية.
- وكذلك لإستخلاص النتائج من هذه التعبيرات.

## مقالات ذات صلة
- نظم المعلومات الإدارية
- نظام المعلومات التسويقية
- نظام استرجاع المعلومات
- تخطيط نظم المعلومات
- أنواع التخطيط لنظم المعلومات
- تخطيط نظم الأعمال
- تخطيط استراتيجي
- التخطيط العملياتي
- التحديات التي تواجه تخطيط نظم المعلومات
- نظام إدارة الموارد البشرية
- قاعدة المعرفة الشخصية
- خدمة المعلومات في المكتبات